# Radim Nyč
Radim Nyč (* 11. dubna 1966 Liberec) je bývalý československý běžec na lyžích. V roce 1988 získal společně s Václavem Korunkou, Pavlem Bencem a Ladislavem Švandou bronzovou medaili ve štafetě 4×10 kilometrů na Zimních olympijských hrách v Calgary. V individuálních závodech se umístil na 20. (závod na 50 km) a 25. místě (závod na 30 km). Roku 1989 získal s podobnou štafetou (pouze Pavla Bence nahradil Martin Petrásek) bronzovou medaili na mistrovství světa v Lahti. Zúčastnil se i ZOH v Albertville roku 1992, kde dosáhl nejlepšího individuálního úspěchu: v závodě na 50 kilometrů volnou technikou skončil šestý (další výsledky: závod na 10 km – 33. místo, stíhací závod 10+15 km – 25. místo, štafeta 4×10 km – 7. místo).
V současnosti se věnuje obchodu.